# 스파이더맨 3
《스파이더맨 3》(영어: Spider-Man 3)은 마블 코믹스의 동명의 만화 《스파이더맨》을 원작으로 제작된 샘 레이미가 감독한 2007년 미국의 슈퍼히어로 영화이다. 샘 레이미와 엘빈 사전트가 공동으로 각본을 썼으며, 이 작품은 샘 레이미가 감독한 《스파이더맨》 시리즈의 마지막 작품이다. 전작과 같이 주인공 "피터 파커/스파이더맨" 역할에는 토비 맥과이어와 "메리 제인 왓슨" 역할에는 커스틴 던스트, "해리 오스본" 역할에는 제임스 프랭코가 출연했으며, 그 외에는 토마스 헤이든 처치, 토퍼 그레이스, 브라이스 댈러스 하워드, 제임스 크롬웰, 로즈메리 해리스, 딜런 베이커, J.K. 시먼스 등이 출연했다.
이 작품의 기획은 《스파이더맨 2》가 개봉된 이후 바로 시작되었다. 사전 제작 동안 레이미 감독은 샌드맨과 함께 또 다른 악당 캐릭터를 원했고, 프로듀서 아비 아라드의 요청에 감독은 베놈을 추가했고, 프로듀서는 그웬 스테이시를 추가로 요청했다. 영화의 주요 촬영은 2006년 1월에 시작되었고, 뉴욕으로 이동하기 전까지의 5월부터 7월까지는 로스 앤젤레스와 클리블랜드에서 이뤄졌다. 추가 픽업 촬영은 그 해 8월과 10월에 진행되었다. 영화는 2007년 4월 16일에 일본 도쿄에서 시사회로 상영되었고, 이후 5월 4일에 미국, 영국, 캐나다 등 주요 나라에서 개봉했다. 대한민국에서는 5월 1일에 개봉되었다. 전세계에서 8억 9,087만 1,626 달러의 흥행 수입을 거두었고, 영화의 상업적 성공으로, 레이미 감독은 네 번째 시리즈의 영화 《스파이더맨 4》를 기획중이였다. 하지만 등장인물 문제를 두고 레이미 감독과 제작사 소니 픽처스 엔터테인먼트간의 의견차이에 마찰이 일어나면서 감독과 배우가 모두 하차하면서 결국 무산되었고, 이후 《어메이징 스파이더맨》으로 리부팅 제작이 이뤄져 2012년에 개봉되었다.

## 줄거리
운석이 센트럴 파크에 추락하고, 피터 파커를 몰래 따라다니는 신비한 외계 공생체가 등장한다. 아버지의 죽음에 대한 복수심을 느낀 해리 오스본은 결투가 교착상태에 이를 때까지 피터와 싸우고, 결국 해리는 정신을 잃고 기억상실증에 걸리고 그 과정에서 병원으로 이송된다. 한편, 플린트 마르코는 경찰의 추격을 피하고 자신도 모르게 입자 가속기가 활성화되는 모래 구덩이에 빠진다. 플린트는 가속기의 저주를 받고 모래가 그의 체세포를 훼손하면서 샌드맨이 된다.
피터는 사무실 건물이 무너졌을 때 그웬 스테이시를 구하고 나중에 그웬이 그녀를 구해준 스파이더맨에게 경의를 표하는 축제에 참석한다. 플린트는 스파이더맨이 들어와 플린트와 결투할 때까지 많은 현금을 얻기 위해 장갑 트럭을 털지만 플린트는 스파이더맨을 남겨두고 탈출한다. 경찰서장이자 그웬의 아버지인 조지 스테이시는 플린트가 실제로 피터의 삼촌인 벤자민의 진정한 살인자임을 밝힌다. 이 소식에 당황하지 않은 피터는 스파이더맨 수트를 입고 밤새도록 잠을 자고, 심비오트는 수트와 결합하여 수트를 카본 블랙 색상으로 바꾼다. 새로운 색상의 슈트는 피터의 힘을 강화하는 동시에 그의 어두운 면을 드러낸다.
은행 강도를 목격한 피터는 플린트의 행방을 추적하고 지하 시스템에서 그와 재대결을 펼친다. 피터는 수도본관을 부수고 열어 물의 물결을 방출하여 플린트를 진흙으로 만든다. 피터의 변한 성격은 경력이 허우적거리는 메리 제인 왓슨으로부터 그를 멀어지게 하고, 해리는 메리 제인을 만나 피터와 헤어지도록 협박하기 위해 메리 제인을 만난다. 피터는 해리의 배신을 폭로하고 그의 아파트로 가서 진실을 알아내는데, 그 결과 두 사람은 다시 싸운다. 전투는 피터가 해리에게 호박 폭탄을 던지고 폭발로 해리의 얼굴이 변형되는 또 다른 교착 상태로 끝난다.
일일 나팔에서 피터는 에디 브록이 스파이더맨을 범죄자로 묘사하는 해적판 사진을 제작했음을 밝힌다. 베드로 는 이 증거를 이사회에 넘기고 편집장인 조나 제임슨 은 에디 를 해고하여 베드로 가 직원 사진 작가로 일할 수 있도록 허용한다. 나중에 피터는 플린트가 지하 전투에서 살아남았다는 사실을 알지 못한 채 재즈 클럽에 그웬을 데리고 온다. 피터는 메리 제인이 클럽에서 일하고 있음을 밝혔지만 그웬은 피터의 의도를 밝히고 조기에 떠난다. 매니저는 피터에게 클럽 밖으로 나가라고 명령하지만 피터는 거절하고 경비원들과 싸우다가 실수로 메리 제인을 때렸다.
피터는 종의 병동 꼭대기에 있는 교회로 후퇴하여 종을 울리며 금속 소리가 공생체의 약점임을 드러낸다. 마침내 심비오트를 물리칠 수 있게 된 심비오트는 베놈으로 변신한 에디에게 착륙한다. 에디는 부싯돌을 만나고 두 사람은 힘을 합쳐 스파이더맨의 도착을 기다린다. 택시 운전사로 가장한 에디는 메리 제인을 인질로 잡고 건설 현장 근처에서 그녀를 여러 층에 붙잡아 둔다. 이 소식을 접한 피터는 메리 제인을 구하기 위해 건설 현장으로 향하지만, 에디는 플린트를 데리고 피터에게 결투를 신청한다. 해리는 자신도 모르게 나타나 플린트를 물리쳤지만, 피터가 여전히 곤경에 처한 상황에서 해리는 에디를 제압하려다가 글라이더에서 넘어진다. 에디는 글라이더로 피터를 찌르려고 도약하지만 해리는 공격을 막기 위해 개입하여 스스로 찔려 죽는다. 심비오트의 약점을 상기한 피터는 음파 공격을 형성하는 금속 파이프의 둘레를 조립하여 피터가 에디를 심비오트에서 분리할 수 있도록 한다. 피터는 해리 아파트에서 밀수한 호박 폭탄을 심비오트에 던졌지만 에디도 프레임 안으로 뛰어들어 폭발로 인해 에디와 심비오트가 모두 죽는다.
살아남은 플린트는 자신이 벤 삼촌의 진정한 살인자가 아니며 딸을 돕고 싶다고 설명한다. 피터는 플린트를 용서하고 플린트는 항해를 떠난다. 피터는 글라이더에 찔려 부상을 입어 사망 한 해리를 만나러간다. 해리의 장례식이 끝난 후 피터는 메리 제인과 마지막 순간을 공유하기 위해 현재 복직된 재즈 클럽을 방문한다.

## 출연진
- 토비 매과이어 - 피터 파커 / 스파이더맨 역
- 제임스 프랭코 - 해리 오스본 / 뉴 고블린 역
- 커스틴 던스트 - 메리 제인 왓슨 역
- 토머스 헤이든 처치 - 플린트 마코 / 샌드맨 역
- 토퍼 그레이스 - 에디 브록 / 베놈 역
- 브라이스 댈러스 하워드 - 그웬 스테이시 역
- 로즈메리 해리스 - 메이 숙모 역
- J. K. 시먼스 - J. 조나 제임슨 역
- 제임스 크롬웰 - 조지 스테이시 청장 역
- 딜런 베이커 - 커트 코너스 박사 역
- 윌럼 더포 - 노먼 오스본 / 그린 고블린 역
- 클리프 로버트슨 - 벤 삼촌 역
- 빌 넌 - 로비 로버트슨 역
- 테드 레이미 - 테드 호프먼 역
- 마이클 파파존 - 데니스 캐러딘 역
- 존 팩스턴 - 버나드 하우스먼 역
- 엘리자베스 뱅크스 - 베티 브랜트 역
- 엘리아 바스킨 - 딧코비치 씨 역
- 머게이나 토바 - 어설라 딧코비치 역
- 조 맹거넬로 - 플래시 톰슨 역
- 베키 앤 베이커 - 스테이시 청장의 아내 역
- 테리사 러셀 - 에마 마코 역
- 펄라 헤이니자딘 - 페니 마코 역
- 스탠 리 - 행인 역(카메오)
- 브루스 캠벨 - 프랑스 식당 점주 역(카메오)

## 흥행 기록
영화는 개봉과 동시에 세계 각국에서 폭발적 반응을 얻었다. 2007년 5월 1일 대한민국에서 개봉되어 개봉일 최다 관객(50만 명), 개봉 주 최다 관객(256만 명), 하루 최다 관객 기록(5월 5일에 82만 5천 명을 동원함)을 경신하며 3주 연속 박스 오피스 1위를 기록하였다. 대한민국과 프랑스, 이탈리아, 홍콩 등 16개국의 최고 오프닝 기록을 경신하고, 북미 개봉 당시 3일만에 1억 4800만 달러를 벌어들였으며, 중화인민공화국에서는 일주일 간의 노동절 연휴에 힘입어 5월 2일 개봉 후 12일 만에 흥행 수입 1억 365만 위안을 기록하였다. 전세계에서는 8억 9,087만 1,626 달러의 흥행 수입을 기록했다.

## 수상 및 후보 정보
| 상                                          | 날짜            | 부문                                       | 후보자/수상자                                                   | 결과 |
| ------------------------------------------- | --------------- | ------------------------------------------ | --------------------------------------------------------------- | ---- |
| 애니상                                      | 2008년 2월 8일  | 최우수 애니메이션 효과상                   | 라이언 레이니                                                   | 후보 |
| 영국 아카데미상(BAFTA)                      | 2008년 2월 10일 | 최우수 스폐셜 시각효과상                   | 스콧 스토크디크, 피터 나프츠, 키-석 켄 한, 스펜서 쿡            | 후보 |
| 니켈로디언 키즈 초이스 어워드               | 2008년 3월 29일 | 좋아하는 영화 여자배우상                   | 커스틴 던스트                                                   | 후보 |
| 골든 트레일러상                             | May 31, 2007    | 최우수 썸머 블록버스터상                   | 스파이더맨 3                                                    | 수상 |
| MTV 무비 어워드                             | 2008년 6월 1일  | 최고의 싸움상                              | 제임스 프랭코, 토비 매과이어                                    | 후보 |
| MTV 무비 어워드                             | 2008년 6월 1일  | 최고의 악당상                              | 토퍼 그레이스                                                   | 후보 |
| 내셔널 무비 어워드                          | 2007년 9월 27일 | 최고의 가족 영화상                         | 스파이더맨 3                                                    | 후보 |
| 내셔널 무비 어워드                          | 2007년 9월 27일 | 최우수 여자연기상                          | 커스틴 던스트                                                   | 후보 |
| 내셔널 무비 어워드                          | 2007년 9월 27일 | 최우수 남자연기상                          | 토비 매과이어                                                   | 후보 |
| 피플 초이스 어워드                          | 2008년 1월 8일  | 좋아하는 영화 매치-업상                    | 커스틴 던스트, 토비 매과이어                                    | 후보 |
| 피플 초이스 어워드                          | 2008년 1월 8일  | 좋아하는 속편상                            | 스파이더맨 3                                                    | 후보 |
| 새턴상                                      | 2008년 6월 24일 | 최우수 감독상                              | 샘 레이미                                                       | 후보 |
| 새턴상                                      | 2008년 6월 24일 | 최우수 판타지 영화상                       | 스파이더맨 3                                                    | 후보 |
| 새턴상                                      | 2008년 6월 24일 | 최우수 스페셜 효과상                       | 스콧 스토크디크, 피터 나프츠, 스펜서 쿡, 존 프레이저            | 후보 |
| 새턴상                                      | 2008년 6월 24일 | 최우수 남우조연상                          | 제임스 프랭코                                                   | 후보 |
| 틴 초이스 어워드                            | 2007년 8월 26일 | 초이스 무비: 액션 어드벤처 남자배우상      | 토비 매과이어                                                   | 후보 |
| 틴 초이스 어워드                            | 2007년 8월 26일 | 초이스 무비: 액션 어드벤처 여자배우상      | 커스틴 던스트                                                   | 후보 |
| 틴 초이스 어워드                            | 2007년 8월 26일 | 초이스 무비: 액션 어드벤처 영화상          | 스파이더맨 3                                                    | 후보 |
| 틴 초이스 어워드                            | 2007년 8월 26일 | 초이스 무비: 댄스상                        | 토비 매과이어                                                   | 후보 |
| 틴 초이스 어워드                            | 2007년 8월 26일 | 초이스 무비: 키스상                        | 커스틴 던스트, 토비 매과이어                                    | 후보 |
| 틴 초이스 어워드                            | 2007년 8월 26일 | 초이스 무비: 럼블상                        | 제임스 프랭코, 토비 매과이어, 토퍼 그레이스, 토머스 헤이든 처치 | 후보 |
| 틴 초이스 어워드                            | 2007년 8월 26일 | 초이스 무비: 악당상                        | 토퍼 그레이스                                                   | 후보 |
| 시각효과 소사이어티 어워드(시각효과 협회상) | 2008년 2월 10일 | 올해의 최우수 싱글 시각효과상              | 스콧 스토크디크, 테리 클로티억스, 스펜서 쿡, 더글러스 블룸      | 후보 |
| 시각효과 소사이어티 어워드(시각효과 협회상) | 2008년 2월 10일 | 실사 촬영 영화부문 최우수 환경 창작상      | 크리스 Y. 양, 베를드 앙게러, 도미닉 체체레, 레밍턴 스콧         | 후보 |
| 시각효과 소사이어티 어워드(시각효과 협회상) | 2008년 2월 10일 | 영화부문 최우수 모델 미니어쳐상            | 이언 헌터, 스콧 베버리, 포레스트 P. 피셔, 레이 무어             | 후보 |
| 시각효과 소사이어티 어워드(시각효과 협회상) | 2008년 2월 10일 | 시각효과 위주의 영화부문 최우수 시각효과상 | 스콧 스토크디크, 테리 클로티억스, 피터 나프츠, 스펜서 쿡        | 후보 |